# Realdo Colombo
Pour les articles homonymes, voir Colombo (homonymie).
Matteo Realdo Colombo ou Realdus Columbus (Crémone, 1510 - Padoue, 1559) était un médecin et chirurgien italien de la Renaissance, ami de Michel-Ange, qui fut professeur d'anatomie à l'Université de Padoue entre 1544 et 1559.

## Biographie

De re anatomica

Realdo Colombo, né d'un père apothicaire (Antonio Colombo), devient l'élève,le protecteur, l'ami puis le successeur d'Andrea Vesalio (Vésale) à la chaire d'anatomie de l'Université de Padoue. Il enseigne l'anatomie à Pise en 1546 puis à Rome en 1549 au collège de la Sapienza.
Son nom reste attaché à l'ouvrage De re anatomica (édité à Venise en 1559), orné d'un frontispice attribué à Véronèse : une œuvre mémorable, spécialement pour ses chapitres concernant la description de la plèvre, du péritoine et du cristallin. On lui doit également la découverte de la circulation pulmonaire. Il décrit précisément le trajet du sang veineux du ventricule droit au poumon par l'artère pulmonaire et son retour au ventricule gauche par les veines pulmonaires. Son élève, Andrea Cesalpino (1519-1603), utilisera le premier le terme de « circulation », sans établir toutefois le lien entre le pouls et le flux sanguin. Il s'agit d'une idée fortement en avance sur la circulation sanguine qui se fera jour, quelques années plus tard dans la théorie de William Harvey (1578-1657) qui a lu les travaux de Colombo à l'Université de Padoue.
Plus de mille dissections de corps humains, qui portent principalement sur le thorax, et de nombreuses vivisections sur l’animal lui permettent d’observer les mouvements du cœur, mais il persiste à attribuer au foie le rôle du cœur. Il décrit la petite circulation en même temps que Michel Servet, qu’il n’a pourtant pas lu.
Il revendique la première description du clitoris, ce qui lui sera contesté par son contemporain Gabriele Falloppio. Cependant, le clitoris avait déjà été décrit par de nombreux auteurs tels Hippocrate, Avicenne ou Aboulcassis.
En 1556, il réalise l'autopsie d'Ignace de Loyola, fondateur de l'ordre des Jésuites, mort à Rome.
Gabriele Falloppio lui succède à la chaire de Padoue.

## Œuvres
- De re anatomica, lire en ligne sur Gallica